# Мазур, Николай Владимирович
Николай Владимирович Мазур (1917, село Кушнировская Слободка, теперь Волочисского района Хмельницкой области — ?)  — украинский советский деятель, бригадир тракторной бригады Купильской машинно-тракторной станции Волочисского района Каменец-Подольской (Хмельницкой) области. Депутат Верховного Совета СССР 5-го созыва.

## Биография
Родился 1917 года. Образование начальное, окончил шесть классов сельской школы.
С 1932 года — колхозник, ездовой колхоза. Окончил курсы трактористов. Работал трактористом Купильской машинно-тракторной станции Волочисского района Каменец-Подольской области.
Служил в Советской армии шофером зенитно-пулеметной роты 1342-го зенитного артиллерийского полка, участник Великой Отечественной войны,
В 1946—1958 годах — тракторист, помощник бригадира, бригадир тракторной бригады Купильской машинно-тракторной станции Волочисского района Каменец-Подольской (Хмельницкой) области.
Член КПСС с 1958 года.
С 1958 года — бригадир тракторной бригады колхоза имени Сталина (потом — имени Ильича) села Купель Волочисского района Хмельницкой области.
Потом — на пенсии в селе Купель Волочисского района Хмельницкой области.

## Награды
- орден Ленина (1952)
- орден Трудового Красного Знамени (26.02.1958)
- орден Отечественной войны II ст. (6.04.1985)
- медаль «За боевые заслуги» (21.04.1945)
- медаль «За взятие Берлина»
- медали